# Potentilla praecox
Potentilla praecox är en rosväxtart som beskrevs av Friedrich Wilhelm Schultz. Potentilla praecox ingår i Fingerörtssläktet som ingår i familjen rosväxter. Inga underarter finns listade i Catalogue of Life.